# 41e législature de la Chambre des représentants de Belgique
La 41e législature de la Chambre des représentants de Belgique a commencé le 25 novembre 1971. Elle fait suite aux élections législatives du 7 novembre 1971. Elle englobe les gouvernements Gaston Eyskens V, Leburton I et Leburton II.
Cette législature comptait 212 membres.

## Bureau
- Achille Van Acker, président  (arr. Bruges)
- André Dequae, 1er vice-président  (arr. Courtrai)
- Émile Jeunehomme, 2e vice-président (arr. Liège)
- vice-présidents :
  - Germaine Copée, née Gerbinet (arr. Verviers)
  - Eugène Charpentier (arr. Huy-Waremme)
  - Jan Verroken (arr. Audenarde)
- Secrétaires:
  - Maria Verlackt, née Gevaert (arr. Anvers)
  - Jean Picron (arr. Tournai-Ath-Mouscron)
  - Albert Van Hoorick (arr. Alost)
  - Robert Moreau (arr. Charleroi)
  - André Magnée (arr. Liège)
  - Mik Babylon (arr. Roulers-Thielt)
  - André Baudson (arr. Charleroi)
- Questeurs:
  - Frans Geelders (arr. Bruxelles)
  - Louis D'haeseleer (arr. Alost)
  - Francis Tanghe (arr. Turnhout)
  - Robert Devos (arr. Tournai-Ath-Mouscron)
  - Leon Hurez (arr. Soignies)

## Membres
- Hugo Adriaensens (arr. Malines)
- Vic Anciaux (arr. Bruxelles)
- Edouard Anseele (arr. Gand-Eeklo)
- Frans Baert (arr. Gand-Eeklo)
- Victor Barbeaux (arr. Dinant)
- René Basecq (arr. Nivelles)
- Jozef Belmans (arr. Turnhout)
- Alfred Bertrand (arr. Hasselt)
- Pierre Bertrand (arr.Liège)
- Augustin Bila (arr. Dinant)
- Karel Blanckaert (arr. Anvers)
- Marcel Bode (arr. Ypres)
- Henri Boel (arr. Louvain)
- Gustaaf Boeykens (arr. Termonde)
- Jean Boon (arr. Bruxelles)
- Jules Borsu (arr. Liège)
- André Bourgeois (arr. Roulers-Thielt)
- Raymond Brimant (arr. Charleroi)
- Hervé Brouhon (arr. Bruxelles)
- Willy Burgeon (arr. Thuin)
- Alfred Califice (arr. Charleroi)
- Honoraat Callebert (arr. Roulers-Thielt)
- Omaar Carpels (arr. Bruges)
- Henri Castel (arr. Tournai-Ath-Mouscron)
- Jos Chabert (arr. Bruxelles)
- Willy Claes (arr. Hasselt)
- Dries Claeys (arr. Furnes-Dixmude-Ostende)
- Raymond Clercx (arr. Tongres-Maaseik)
- Georges Clerfayt (arr. Bruxelles)
- Édouard Close (arr. Liège)
- Daniël Coens (arr. Bruges)
- Fernand Colla (arr. Tongres-Maaseik)
- Robert Collignon (arr. Huy-Waremme)
- André Cools (arr. Liège)
- Jozef Cools (arr. Turnhout)
- Marcel Couteau (arr. Soignies)
- Germaine Craeybeckx née Orij (arr. Tongres-Maaseik)
- Guy Cudell (arr. Bruxelles)
- Adhémar d'Alcantara (arr. Gand-Eeklo)
- André Damseaux (arr. Verviers)
- Livien Danschutter (arr. Gand-Eeklo)
- André De Beul (arr. Anvers)
- Tijl Declercq (arr. Anvers)
- Willy De Clercq (arr. Gand-Eeklo)
- Herman De Croo (arr. Audenarde)
- Eugeen De Facq (arr. Bruxelles)
- Léon Defosset (arr. Bruxelles)
- Jean Defraigne (arr. Liège)
- André Degroeve (arr. Bruxelles)
- Jean-Maurice Dehousse (arr. Liège)
- Claude Dejardin (arr. Liège)
- Paul De Keersmaeker (arr. Bruxelles)
- Paul De Kerpel (arr. Bruxelles)
- Paul Delforge (arr. Bruxelles)
- Victor Delporte (arr. Mons)
- André Delrue (arr. Tournai-Ath-Mouscron)
- Marcel Demets (arr. Tournai-Ath-Mouscron)
- Omer De Mey (arr. Saint-Nicolas)
- Adhemar Deneir (arr. Gand-Eeklo)
- Robert Denison (arr. Namur)
- Placide De Paepe (arr. Gand-Eeklo)
- Henri Deruelles (arr. Mons)
- Jos De Saegher (arr. Malines)
- José Desmarets (arr. Bruxelles)
- Frans Detiège (arr. Anvers)
- Paul De Vidts (arr. Saint-Nicolas)
- Godelieve Devos (arr. Louvain)
- August De Winter (arr. Bruxelles)
- Maurice De Wulf (arr. Gand-Eeklo)
- Luc Dhoore (arr. Hasselt)
- Achille Diegenant (arr. Bruxelles)
- Marc Drumaux (arr. Mons)
- Marcel Duerinck (arr. Termonde)
- Jean Férir (arr. Tongres-Maaseik)
- Emile Flamant (arr. Gand-Eeklo)
- Avil Geerinck (arr. Termonde)
- Wim Geldolf (arr. Anvers)
- Paul-Henry Gendebien (arr. Thuin)
- Robert Gheysen (arr. Roulers-Thielt)
- Roland Gillet (arr. Bruxelles)
- Ernest Glinne (arr. Charleroi)
- Hector Goemans (arr. Anvers)
- Jean Gol (arr. Liège)
- Richard Gondry (arr. Soignies)
- Jean-Pierre Grafé (arr. Liège)
- Albert Grégoire (arr. Dinant)
- Frans Grootjans (arr. Anvers)
- Léon Hannotte (arr. Mons)
- Lucien Harmegnies (arr. Charleroi)
- Pierre Havelange (arr. Bruxelles)
- Fernand Helguers (arr. Charleroi)
- Jaak Henckens (arr. Louvain)
- Jules Herbage (arr. Thuin)
- Gentil Holvoet (arr. Furnes-Dixmude-Ostende)
- Claude Hubaux  (arr. Charleroi)
- Fernand Hubin (arr. Huy-Waremme)
- Lambert Kelchtermans (arr. Tongres-Maaseik)
- André Kempinaire (arr. Courtrai)
- Etienne Knoops (arr. Charleroi)
- Willy Kuijpers (arr. Louvain)
- Arlette Lahaye, née Duclos  (arr. Ypres)
- Victor Laloux (arr. Bruxelles)
- Alfons Laridon (arr. Furnes-Dixmude-Ostende)
- Edmond Leburton (arr. Huy-Waremme)
- René Lefebvre (arr. Tournai-Ath-Mouscron)
- Marcel Levaux (arr. Liège)
- Pieter Leys (arr. Bruges)
- Etienne Lootens-Stael (arr. Furnes-Dixmude-Ostende)
- Georges Maes (arr. Nivelles)
- Nelly Maes ép. Van der Eecken (arr. Saint-Nicolas)
- Louis Major (arr. Anvers)
- Jan Mangelschots (arr. Anvers)
- Gérard Markey (arr. Furnes-Dixmude-Ostende)
- Fernand Massart (arr. Namur)
- Guy Mathot (arr. Liège)
- Jules Mathys (arr. Courtrai)
- Reimond Mattheyssens (arr. Anvers)
- Joseph Michel (arr. Neufchâteau-Virton)
- Georges Monard (arr. Hasselt)
- Gaston Moulin (arr. Bruxelles)
- Louis Namèche (arr. Namur)
- Arthur Nazé (arr. Mons)
- Léopold Niemegeers (arr. Gand-Eeklo)
- Roger Nols (arr. Bruxelles)
- Charles-Ferdinand Nothomb (arr. Arlon-Marche-Bastogne)
- Gustaaf Nyffels (arr. Roulers-Thielt)
- Jozef Olaerts (arr. Hasselt)
- Louis Olivier (arr. Arlon-Marche-Bastogne)
- Roger Otte (arr. Alost)
- Lucien Outers (arr. Bruxelles)
- Albert Parisis (arr. Verviers)
- Marcel Payfa (arr. Bruxelles)
- Renaat Peeters (arr. Turnhout)
- François Perin (arr. Liège)
- François Persoons (arr. Bruxelles)
- Maurice Petit (arr. Verviers)
- René Pêtre (arr. Soignies)
- Henri Pierret (arr. Neufchâteau-Virton)
- Marcel Piron (arr. Bruxelles)
- Marcel Plasman (arr. Nivelles)
- Karel Poma (arr. Anvers)
- Peter Poortmans (arr. Turnhout)
- Charles Poswick (arr. Namur)
- Lucien Radoux (arr. Bruxelles)
- Evrard Raskin (arr. Tongres-Maaseik)
- Léon Remacle (arr. Namur)
- Marcel Remacle (arr. Arlon-Marche-Bastogne)
- Robert Rolin Jaequemyns (arr. Louvain)
- Pierre Rouelle (arr. Nivelles)
- Mathieu Rutten (arr. Tongres-Maaseik)
- André Saint-Rémy (arr. Bruxelles)
- Hugo Schiltz (arr. Anvers)
- Guillaume Schyns (arr. Verviers)
- Alfred Scokaert (arr. Nivelles)
- Ludo Sels (arr. Malines)
- Henri Simonet (arr. Bruxelles)
- Achiel Smets (arr. Louvain)
- Georges Sprockeels (arr. Louvain)
- Herman Suykerbuyk (arr. Anvers)
- Frank Swaelen (arr. Anvers)
- Gilbert Temmerman (arr. Gand-Eeklo)
- Léopold Tibbaut (arr. Charleroi)
- Leo Tindemans (arr. Anvers)
- Robert Urbain (arr. Mons)
- Henri-François Van Aal (arr. Bruxelles)
- Désiré Van Daele (arr. Malines)
- Fernand Vandamme  (arr. Bruges)
- Paul Vandamme (arr. Tournai-Ath-Mouscron)
- Paul Vanden Boeynants (arr. Bruxelles)
- Marcel Vandenhove (arr. Courtrai)
- Frans Van der Elst (arr. Anvers)
- Marcel Vanderhaegen (arr. Audenarde)
- Michel Van Dessel (arr. Malines)
- Jos Van Elewyck (arr. Anvers)
- Renaat Van Elslande (arr. Bruxelles)
- Joris Van Eynde (arr. Anvers)
- Louis Van Geyt (arr. Bruxelles)
- Maurice Van Herreweghe (arr. Gand-Eeklo)
- Emiel Vanijlen (arr. Hasselt)
- Richard Van Leemputten (arr. Alost)
- Aimé Van Lent (arr. Saint-Nicolas)
- Georges Van Lidth de Jeude (arr. Anvers)
- Frans Van Mechelen (arr. Turnhout)
- Jacques Van Offelen (arr. Bruxelles)
- Robert Van Rompaey (arr. Turnhout)
- Luc Vansteenkiste (arr. Courtrai)
- Frans Verberckmoes (arr. Termonde)
- Guido Verhaegen (arr. Malines)
- Leopold Verhenne (arr. Courtrai)
- Alfons Vranckx (arr. Louvain)
- Louis Waltniel (arr. Alost)
- Johannes Wannyn (arr. Gand-Eeklo)
- Ghisleen Willems (arr. Alost)